# 10 Tokyo Warriors
10 Tokyo Warriors (倒凶十将 Tokio Jushoden? ) es una serie  OVA de acción  y aventura sobrenatural de seis episodios, la serie de  animación fue  producida en 2004 por Zexcs y dirigida por Hikaru Takanashi. Fue licenciada en Inglés por Media Blasters y distribuido en los Estados Unidos por Encore Acción en 2007.

## Argumento
Hace mucho tiempo, en  el Japón feudal, un señor del mal llamado el Rey Demonio utiliza su banda de demonios, los Kyouma para causar estragos en el país. Sólo el valor combinado de diez guerreros pueden detenerlo, él fue sellado y abandonado junto con los Kyouma. Pero ahora,  EL Señor Shindigan, uno de los sobrevivientes Kyouma, tiene planes para liberar al Rey Demonio de su encarcelamiento. Las reencarnaciones de los 10 guerreros legendarios deben unirse para detenerlo y salvar al mundo.

## Personajes
Kyoshiro Kagami
Voz por: Juurouta Kosugi
Un inspector de privados en el presente, él es el guerrero del Espejo.
Hagiri
Voz por: Kotono Mitsushi
Una adolescente que es el guerrero del fuego.
Jingo
Voz por: Ryotaro Okiayu
Un adolescente de moda, que utiliza los ataques de viento.
Futuba Amitaka
Voz por: Yui Horie
Una tranquila adolescente  que usa amuletos de papel.
Nanao
Voz por: Akiko Kimura
Un genio de la computadora que utiliza hilos de mono-fibra para sus ataques.
Rokumon
Voz por: Yoshita Otsuka
Un reportero y fotógrafo que utiliza plantas para atacar.
Narutoki
Voz por: Hiroshi Yanaka
Un sacerdote ciego que se niega a aceptar su destino.
Jutto
Voz por: Hikaru Midorikawa
El guerrero de la luz.
Kokono Kifu
Voz por: Yuka Imai
Una chica de provincias que convoca a una bestia sagrada a través de su mascota ratón, Tsuina.
Hajime Shirogane
Voz por: Kenyuu Horiuchi
El guerrero de artes marciales y el excomandante de los diez guerreros.